# كيث هارتمان
كيث هارتمان (بالإنجليزية: Keith Hartman)‏ (1966)؛ روائي أمريكي.

## روابط خارجية
- كيث هارتمان على موقع IMDb (الإنجليزية)
- كيث هارتمان على موقع قاعدة بيانات الفيلم (الإنجليزية)